# Oksana Akin'šina
Oksana Aleksandrovna Akin'šina, in russo Оксана Александровна Акиньшина? (Leningrado, 19 aprile 1987), è un'attrice russa.

## Biografia
Inizia l'attività di recitazione a 12 anni, venendo poi "scoperta" da Sergej Sergeevič Bodrov; la sua prima apparizione sul grande schermo avviene nel film giallo Sёstry, con Bodrov jr. alla regia. Il suo vero debutto internazionale però avviene nel 2002 con il film svedese Lilja 4-ever, di Lukas Moodysson, dove ricopre il ruolo di protagonista. Questo film è stato molto importante nella carriera della giovane attrice, e grazie alla sua interpretazione viene candidata come "miglior attrice" all'European Film Awards, e riceve il premio scarabeo d'oro come "migliore attrice". Il primo film di produzione extraeuropea al quale ha partecipato è stato The Bourne Supremacy, nel 2004, dove appare in una piccola parte verso la fine del film.

## Filmografia parziale

### Cinema
- Sёstry (Сёстры), regia di Sergej Sergeevič Bodrov (2001)

- Lilja 4-ever, regia di Lukas Moodysson (2002)
- V dviženii (В движении), regia di Filipp Jankovskij (2002)
- Het Zuiden, regia di Martin Koolhoven (2004)
- Igry motyl'kov (Игры мотыльков), regia di Andrej Proškin (2004)
- The Bourne Supremacy, regia di Paul Greengrass (2004)
- Moscow Zero, regia di María Lidón (2006)
- Wolfhound (Volkodav iz roda Serych Psov), regia di Nikolaj Lebedev (2007)
- Stiljagi, regia di Valerij Todorovskij (2008)
- Vysockij. Spasibo, čto živoj (Высоцкий. Спасибо, что живой), regia di Pёtr Buslov (2011)
- SuperBobrovy, regia di Dmitrij D'jačenko (2016)
- Sputnik, regia di Egor Abramenko (2020)
- Chernobyl 1986 (Черно́быль), regia di Danila Kozlovskij (2021)

## Riconoscimenti
- 2003 - Guldbagge
  - Miglior attrice per Lilja 4-ever